# چیبوکوواتس
چیبوکوواتس (به صربی: Čibukovac) یک روستا در صربستان است که در کرالیفو واقع شده‌است. چیبوکوواتس ۱٬۱۱۴ نفر جمعیت دارد.